# Operacijski ojačevalnik
Operacijski ojačevalnik je elektronski element, ki nam v elektronskih vezjih omogoča izvesti vrsto analognih operacij.

## Izvedbe
Operacijski ojačevalnik največkrat dobimo v obliki integriranega vezja v čipu, obstajajo pa tudi diskretno zgrajeni iz tranzistorjev ali vakuumskih cevi.

## Shema
V stikalnih načrtih elektronskih vezij ga največkrat rišemo tako, kot je prikazano na sliki:

## Tipični priključki
Operacijski ojačevalnik ima dva vhoda: neinvertirajočega ({\displaystyle u_{0}}) in invertirajočega ({\displaystyle u_{1}}). Izhod ({\displaystyle u_{2}}) je odvisen od obeh vhodov in povratne zveze. Operacijski ojačevalnik ima tudi dva napajalna priključka ({\displaystyle V_{SP}} in {\displaystyle V_{SN}}), ki pravzaprav omogočata delovanje operacijskega ojačevalnika. Z njima lahko tudi določamo izhodno napetost nasičenja. Posamezne izvedbe operacijskih ojačevalnikov imajo lahko še druge priključke, ki niso prikazani na sliki, npr. za frekvenčno kompenzacijo ipd.

## Blokovni diagram
Blokovni diagram tipičnega operacijskega ojačevalnika je prikazan na spodnji sliki:
Na vhodni stopnji lahko prepoznamo diferencialni ojačevalnik, ki ojača vhodni signal z malo šuma, še pomembneje pa je, da ima visoko vhodno impedanco. Tej stopnji sledi napetostni ojačevalnik z velikim ojačenjem, na koncu pa sledijo še močnostni ojačevalnik (ne ojačuje napetosti, temveč omogoči velike izhodne tokove) z nizko izhodno impedanco, omejitev izhodnega toka in zaščita pred kratkim stikom.

## Ojačenje
Pri operacijskem ojačevalniku obravnavamo napetostno ojačenje. Kadar v vezju ni povratne zveze, lahko definiramo dve vrsti napetostnega ojačenja:
- protifazno ali diferenčno ojačenje je razmerje med izhodnim signalom in razliko vhodnih signalov:

{\displaystyle A_{p}={\frac {u_{2}}{u_{0}-u_{1}}}}
- sofazno ojačenje; o njem govorimo takrat, kadar je napetost na obeh vhodih enaka ({\displaystyle u_{0}=u_{1}}), definirano je kot razmerje med izhodnim signalom in enim od vhodnih signalov:

{\displaystyle A_{s}={\frac {u_{2}}{u_{0}}}={\frac {u_{2}}{u_{1}}}\qquad pri\quad u_{0}=u_{1}}
Razmerje med obema ojačenjema po navadi označimo s črko G, večkrat pa tudi s kratico CMRR, ki v angleščini pomeni common mode rejection ratio (razmerje potlačitve sofaznega signala ali kar rejekcijski faktor):
{\displaystyle G={\frac {A_{p}}{A_{s}}}}
CMRR je pomemben pokazatelj kvalitete kateregakoli ojačevalnika. Ojačenje sofaznega signala največkrat pomeni motnjo, zato želimo, da naj bo čimmanjše. To pomeni, da ima dober operacijski ojačevalnik zelo velik CMRR, v idealnem primeru je enak neskončno.

## Idealni operacijski ojačevalnik
Tudi pri resničnem operacijskem ojačevalniku se lahko močno približamo spodaj navedenim predpostavkam:
Diferenčno ojačenje je neskončno, sofazno ojačenje je enako nič (CMRR je torej enak neskončno), vhodna impedanca je neskončna, kar pomeni, da toka {\displaystyle i_{0}} in
{\displaystyle i_{1}} zanemarimo, izhodna impedanca je zanemarljiva, izhodni tok (in s tem izhodna moč) je neomejena, ojačenje je neodvisno od frekvence, parametri so neodvisni od temperature, ni šuma, lezenj, faznega premika med vhodom in izhodom in ni tokovnega ter napetostnega premika.

## Dejanski operacijski ojačevalnik
Malo prej naštetim lastnostim idealnega operacijskega ojačevalnika se v resničnih razmerah lahko le bolj ali manj približamo, nekatere motnje pa lahko z dodatnimi vezji tudi kompenziramo.
Izhodna napetost je omejena z napetostima nasičenja, ki ju lahko bolj ali manj določimo z napajalnima napetostima. Izhodna moč ni neomejena. Že v blokovnem diagramu smo videli, da ima lahko operacijski ojačevalnik vgrajen omejilnik toka, sicer je pa le ta omejen že z zmogljivostjo napajalnika. Predpostavka o frekvenčni neodvisnosti ojačenja kolikor toliko drži le v območjih do neke frekvenčne meje, nato pa začne ojačenje padati z naraščanjem frekvence. Vhodni impedanci sta končni, lahko sta celo različni za vsak vhod. Tudi izhodna upornost ni enaka natančno nič. Ojačenje ne more biti neskončno, tipično pa lahko doseže vrednosti reda {\displaystyle 10^{5}} ali {\displaystyle 10^{6}}.
Pri dejanskem operacijskem ojačevalniku nekaj toka teče skozi vhodna priključka. Vhodni mirovni tok je definiran kot
{\displaystyle i_{b}={\frac {i_{0}+i_{1}}{2}}\qquad pri\quad u_{0}=u_{1}=0}
Tokovni premik (oz. preostali tok) je definiran kot
{\displaystyle i_{off}=i_{0}-i_{1}\qquad pri\quad u_{0}=u_{1}=0}
in je temperaturno odvisen.
Napetostni premik (oz. preostala napetost) je tista vhodna diferenčna napetost, pri kateri je izhodna napetost enaka 0:
{\displaystyle u_{off}=u_{0}-u_{1}\qquad pri\quad u_{2}=0}
in se spreminja s temperaturo, časom in napajalno napetostjo.
Lezenja (sprememb tokovnega in napetostnega premika zaradi temperature, časa in napajalne napetosti) ni mogoče kompenzirati in tako predstavlja podatek o kvaliteti operacijskega ojačevalnika.

## Uporaba
Operacijski ojačevalnik se največ uporablja pri analognih operacijah v industrijski elektroniki za gradnjo ojačevalnih sistemov s končnim ojačenjem, seštevalnih in odštevalnih vezij, napetostnih in tokovnih virov, rotatorjev, žiratorjev, različnih merilnih sistemov, integratorjev, diferencialnih členov, aktivnih sit (filtrov), primerjalnih členov, DA in AD pretvornikov in še marsičesa.
Primeri vezij brez povratne zveze so zelo redki. Največkrat izhod operacijskega ojačevalnika preko različnih elektronskih elementov povežemo z enim ali z obema vhodoma. Pozitivna povratna zveza, ko izhod povežemo z neinvertirajočim vhodom, je nestabilna, izhod operacijskega ojačevalnika je enak eni izmed napetosti nasičenja, to izkoriščamo pri gradnji preklopnih vezij, npr. Schmittovih prožilnikov. Največkrat zato izvedemo negativno povratno zvezo, kjer izhod povežemo z invertirajočim vhodom. Takšno vezje je stabilno in izhodna napetost operacijskega ojačevalnika se po navadi giblje med obema napetostima nasičenja. Ob predpostavki, da imamo opraviti z idealnim operacijskim ojačevalnikom, sta analiza in izračun izhodne napetosti sorazmerno preprosta. Oba vhodna toka ({\displaystyle i_{0}} in {\displaystyle i_{1}}) zanemarimo in zaradi predpostavke neskončnega ojačenja določimo, da sta potenciala na obeh vhodnih priključkih enaka. Sedaj moramo na enem vhodnem priključku (po navadi za invertirajoči vhod) nastaviti enačbo iz tokovnega Kirchoffovega zakona in napetostno tokovnih karakteristik uporabljenih elektronskih elementov ter iz nje izračunati neznanko, največkrat izhodno napetost {\displaystyle u_{2}}.